# Granville (village, New York)
Ne doit pas être confondu avec Granville (ville, New York).
Granville est un village du comté de Washington, dans l'État de New York, aux États-Unis,. En 2010, il compte une population de 2 543 habitants.

## Démographie
Lors du recensement de 2010, le village comptait une population de 2 543 habitants, tandis qu'en 2019, elle est estimée à 2 439 habitants.